# ウラディーミル・シチェルバチョフ
ウラディーミル・ウラディーミロヴィチ・シチェルバチョーフ（ロシア語: Владимир Владимирович Щербачёв, ラテン文字転写: Vladimir Vladimirovich Shcherbachov, 1889年1月24日 ワルシャワ - 1952年3月5日 レニングラード）はソ連の作曲家・音楽教師。

## 経歴
1887年、ワルシャワ生まれ。1906～1910年、ペテルブルク大学の法律・歴史・言語学部で学んだ。その後、ペテルブルク音楽院において、1914年までマクシミリアン・シテインベルクの作曲クラスで学んだ。これと同じ時期にシチェルバチョーフはディアギレフの劇団でピアニストあるいはコンサートマスターをつとめていた。また、アナトーリ・リャードフ、ヤーセプス・ヴィートリス (Jazeps Vitols) にも師事。
1914～1917年、後方勤務部に動員された。1918～1920年、モスクワのペレドヴィジニー劇場の音楽部門管理者。1918～1923年、ソ連啓蒙人民委員部の音楽部門管理者。1918年から1923年まで、ソ連啓蒙人民委員部（НарКомПрос）の音楽部門を管理するかたわら大学講師を務める。レニングラード音楽院（1923年〜1930年、1946年〜1948年）とトビリシ音楽院の教授を歴任した。
門人に、ボリス・アラポフ、ワシーリー・ヴェリカノフ、エフゲニー・ムラヴィンスキー、ガヴリイル・ポポーフ、ミハイル・チュラキらがいる。

## 主要作品一覧
- 歌劇《アンナ・コロッソワ Anna Kolossova》 （1939年, 未完）
- オペレッタ《 Tabachny Kapitan》 （1943年）
- 交響曲

1. （1914年）
2. （独唱者と合唱つきの声楽交響曲。1925年）
3. 「交響組曲」（1931年）
4. 「 Ижорская」（独唱者と合唱つきの声楽交響曲。1935年）
5. 「ロシア」（初稿 = 1948年 / 第2稿 = 1950年）

- 管弦楽組曲《雷雨》（1934年）、同《ピョートル大帝》 （1939年）: 何れも同名の映画音楽に基づく
- 室内楽曲
  - 7つの楽器と声楽、踊り手のための《九重奏曲》 （1919年）: 代表作に数えられる作品
  - 弦楽四重奏のための組曲 （1939年）
- ピアノ曲
  - ピアノ・ソナタ（2曲）ほか
- 芸術歌曲（多数）

## 文献
- Don Randel, The Harvard Biographical Dictionary of Music. Harvard, 1996, p. 831.
- Genrich Orlov, Vladmir Vladimirovich Shcherbachov (Leningrad, 1959)
- Haas, David (1992). “Boris Asafyev and Soviet Symphonic Theory”. The Musical Quarterly Vol. 76 (No. 3):  410–432. doi:10.1093/mq/76.3.410.